# Phyliceae
Phyliceae es una tribu de arbustos de la familia Rhamnaceae.

## Géneros
Según NCBI
- Nesiota - Noltea - Phylica - Trichocephalus[1]